# Вулиця Якова Степового (Київ, Микільська слобідка)
Ву́лиця Я́кова Степово́го — зникла вулиця, що існувала в Дніпровському районі (на той час — Дарницькому районі) міста Києва, місцевість Микільська Слобідка. Пролягала від Червоногарматної вулиці до вулиці Петровського.

## Історія
Вулиця виникла в 1-й чверті XX століття, під назвою Червоногарматний провулок. Назву вулиця Якова Степового, на честь українського композитора і музичного критика Якова Степового, набула 1963 року. Ліквідована 1971 року у зв'язку зі знесенням старої забудови.
1969 року на честь Якова Степового перейменовано Зовнішню вулицю в місцевості Феофанія.